# ان‌جی‌سی ۱۲۰
ان‌جی‌سی ۱۲۰ (به انگلیسی: NGC 120) یک کهکشان عدسی با قدر ظاهری ۱۴٫۸ است که در صورت فلکی نهنگ قرار دارد.